# Leofrico de Bourne
Leofrico (fl. 1070) foi um clérigo e escritor inglês que escreveu uma história em inglês antigo de Herevardo, o Vigilante.

## Vida
O autor dos Feitos de Herevardo afirma que Leofrico era o sacerdote de Herevardo e escreveu um relato sobre sua vida em inglês antigo. O autor usou a obra em inglês antigo como fonte para sua Feitos em latim. Segundo os Feitos, Leofrico era sacerdote em Bourne enquanto Herevardo esteve ativo em sua rebelião. Nenhuma versão de sua obra sobreviveu. A riqueza de detalhes da primeira parte dos Feitos, que é onde o autor alegou usar a obra de Leofrico, é um argumento à existência de tal obra, independente se Leofrico era ou não o autor.